# Crema
Crema é uma comuna italiana da região da Lombardia, província de Cremona, com cerca de 32.913 habitantes. Estende-se por uma área de 34 km², tendo uma densidade populacional de 968 hab/km².
Faz fronteira com Bagnolo Cremasco, Campagnola Cremasca, Capergnanica, Chieve, Cremosano, Izano, Madignano, Offanengo, Pianengo, Ricengo, Ripalta Cremasca, Trescore Cremasco.

## Comida
- Tortelli cremaschi: são uma especialidade culinária, elaborados com um recheio doce, composto por grana padano, amaretti, passas e limão cristalizado, além de um biscoito picante típico, o mostaccino.
- Pipèto: é um prato típico pobre, geralmente comido no inverno.
- Torta bertolina e Spongarda: bolos típicos, comidos o ano todo.

## Demografia
| Variação demográfica do município entre 1861 e 2011                               |
|                                                                                   |
| Fonte: Istituto Nazionale di Statistica (ISTAT) - Elaboração gráfica da Wikipedia |

## Outras imagens

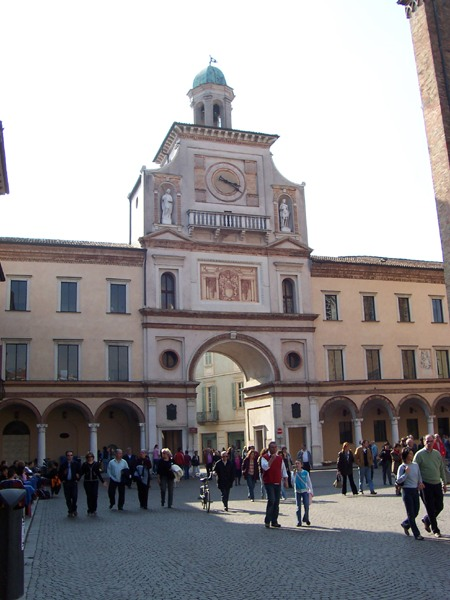
O arco do Torrazzo
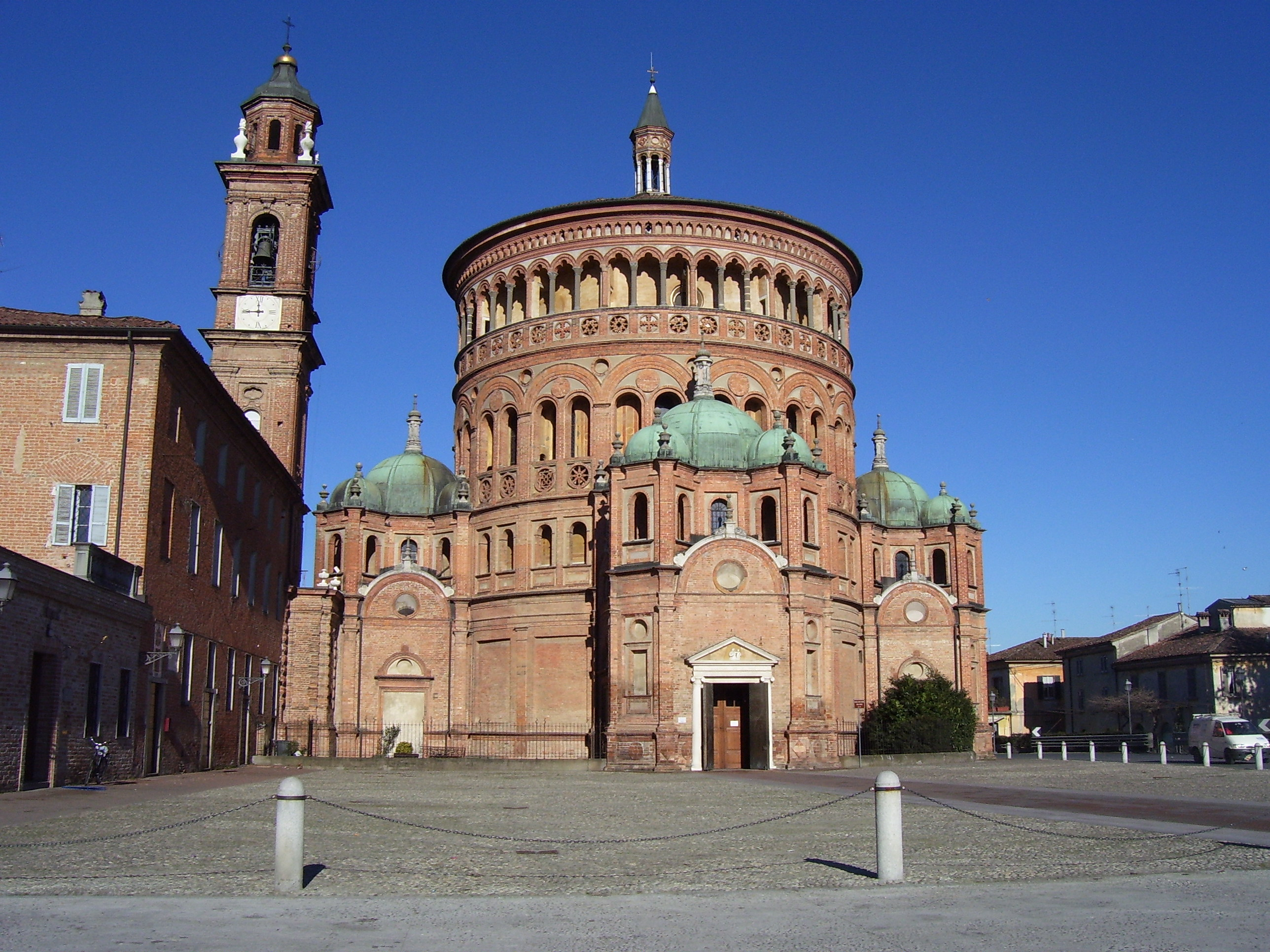
O Santuário de Santa Maria da Cruz